# Santa Maria Hoè
Santa Maria Hoè település Olaszországban, Lombardia régióban, Lecco megyében. Lakosainak száma 2115 fő (2023. január 1.). Santa Maria Hoè Castello di Brianza, Colle Brianza, Olgiate Molgora és La Valletta Brianza községekkel határos.

## Népesség
A település lakossága az elmúlt években az alábbi módon változott:
| Lakosok száma | 2192 | 2175 | 2115 |
|               | 2017 | 2018 | 2023 |

## Híresség
Itt halt meg Giuseppe Di Stefano világhírű tenor operaénekes, 2008. március 3-án.